# بمباردیه سی‌آرجی ۱۰۰/۲۰۰

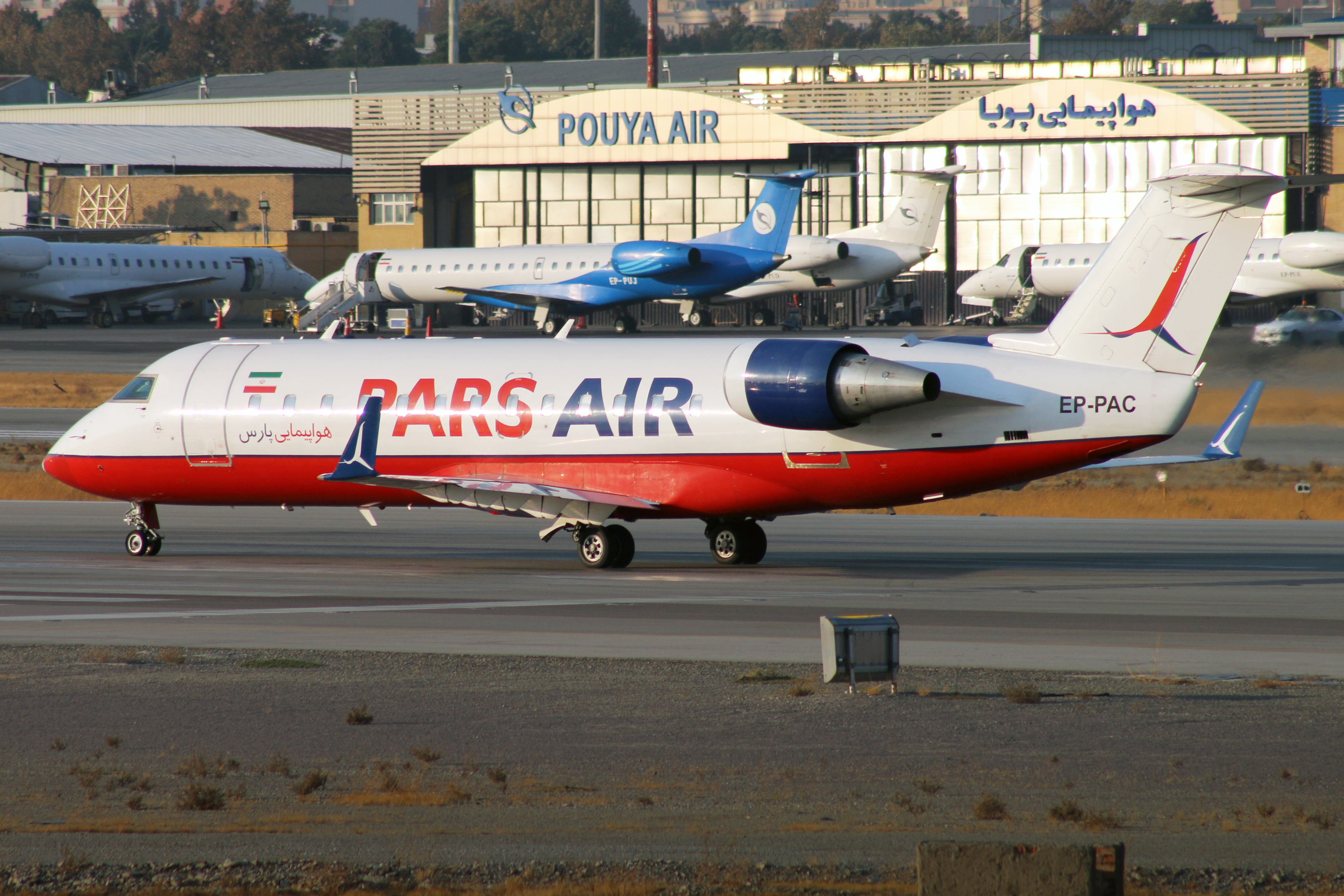
یک هواپیمای سی‌آٰجی۲۰۰ متعلق به پارس ایر در فرودگاه مهرآباد - پاییز ۱۴۰۲

بمباردیه سی‌آرجی ۱۰۰ و سی‌آرجی ۲۰۰ Bombardier CRJ100 و Bombardier CRJ200 خانواده‌ای از هواپیماهای کوچک مسافربری ساخت کشور کانادا هستند که توسط شرکت بمباردیه اروسپیس این کشور تولید می‌شوند. نخستین پرواز بمباردیه سی‌آرجی ۱۰۰/۲۰۰ در ۱۰ مه ۱۹۹۱ صورت گرفت . این هواپیماها از روی هواپیمای قدیمی تر کانادایر چلنجر Canadair Challenger ساخته شده‌اند .

## مشخصات
بمباردیه سی‌آرجی ۱۰۰/۲۰۰ دارای دو موتور توربوفن است. دو موتور در انتهای بدنه و در دو سوی بدنه قرار گرفته‌اند.
- فاصله نوک دو بال: ۲۱٫۲ متر
- طول: ۲۶٫۸ متر
- ارتفاع: ۶٫۲ متر
- ظرفیت مسافر: ۵۰ نفر
- بیشینه سرعت: ۰٫۸۱ ماخ (۸۶۰ کیلومتر بر ساعت)
- محدوده پرواز: ۳۰۴۶ کیلومتر

## مدل‌ها
- CRJ100 مدل اولیه.
- CRJ100 ER مدل دارای برد بیشتر با مخزن سوخت بزرگتر.
- CRJ100 LR مدل دارای برد پرواز زیاد.
- CRJ200 مدل استاندارد مسافربری.
- CRJ200 ER مدل توسعه یافته با امکان حمل سوخت بیشتر.
- CRJ200 LR مدل دارای محدوده پرواز زیاد.
- CRJ440 مدل دارای ۴۴ صندلی برای شرکت‌های آمریکایی.
- Corporate Jetliner مدل شرکتی دارای ۱۸ تا ۳۰ صندلی.
- Challenger 800 مدل مدیریتی دارای ۵ تا ۱۹ صندلی.